# ALICE OR ALICE～妹控哥哥與雙胞胎妹妹～
《ALICE OR ALICE～妹控哥哥與雙胞胎妹妹～》，是由梱枝Riko以四格漫畫形式發表的日本漫畫作品。發表於《月刊Comic Alive》2013年11月號至2015年9月號，後來移籍至2015年8月27日創刊的《月刊COMIC CUNE》雜誌發表。另外也在ComicWalker網站上發表。該作品故事主要敘述由璃星、藍璃兩個雙胞胎以及一個妹控哥哥所組成的日常生活。2018年4月起推出電視動畫泡麵番。

## 主要角色
璃星（RISE）　配音：佐倉綾音
本作主角之一。身高148公分，銀髮上有一條紅緞帶，個性坦率堅定的ALICE。最喜歡甜食。
藍璃（AIRI）　配音：日高里菜
本作主角之一。璃星的孿生姐妹，淡紫髮上有一條藍緞帶，個性自我行事為主的ALICE。喜歡吃辣。
哥哥（ANI）　配音：松岡禎丞
璃星和藍璃的哥哥，知道關於兩個人的各種事。
瑪可　配音：高森奈津美
ALICE的朋友。很會吃。
可可　配音：諏訪彩花
瑪可的妹妹。是和姊姊十分相像的妹妹，但是料理除外。
姬咲（KISAKI）　配音：德井青空
自稱哥哥的妹妹。真實身分是女僕。
流葉　配音：大西沙織
愛吃的沉靜少女，和ALICE們一起上同一個不思議學園。
暗莉　配音：鈴木愛奈
女僕咖啡廳-暗之屋的主人。喜歡璃星和藍璃。
羊駝君　配音：新田日和
森林的妖精。
發霉兔　配音：新田日和
在姬咲的店工作的妖精。

## 漫畫
發表於《月刊Comic Alive》2013年11月號至2015年9月號，後來移籍至2015年8月27日創刊的《月刊COMIC CUNE》雜誌發表。已出版第3冊單行本，台灣尖端出版已出版第1冊。ComicWalker網站發表該漫畫。
| 卷數 | KADOKAWA      | KADOKAWA                                                      | 尖端出版       | 尖端出版                                               |
| 卷數 | 發售日期      | ISBN                                                          | 發售日期       | ISBN / EAN                                             |
| ---- | ------------- | ------------------------------------------------------------- | -------------- | ------------------------------------------------------ |
| 1    | 2015年1月23日 | ISBN 978-4-04-067217-5（特裝版附畫集） ISBN 978-4-04-067244-1 | 2015年11月20日 | ISBN 978-957-106-312-6 EAN 471-770-226-874-9（特裝版） |
| 2    | 2016年7月23日 | ISBN 978-4-04-068287-7（特裝版附畫集） ISBN 978-4-04-068288-4 |                |                                                        |
| 3    | 2018年3月23日 | ISBN 978-4-04-069699-7（特裝版附畫集） ISBN 978-4-04-069698-0 |                |                                                        |
| 4    | 2019年7月23日 | ISBN 978-4-04-065741-7（特裝版附畫集） ISBN 978-4-04-065740-0 |                |                                                        |

## 廣播劇CD
《ALICE OR ALICE～妹控哥哥與雙胞胎妹妹～》廣播劇CD已於2016年7月23日發售。

## 電視動畫
2017年7月27日發售的《COMIC CUNE》2017年9月號發表電視動畫化消息。2018年4月4日播出，為5分鐘的短篇動畫。

### 製作人員
- 原作：梱枝Riko
- 監督：小林浩輔
- 系列構成、劇本：藤本冴香
- 人物設計、作畫監督：桑原直子
- 美術監督：Atelier Platz
- 攝影監督：赤尾英美
- 色彩設計、色指定：岩見美香
- 剪輯：新見元希
- 音響監督：阿部信行
- 動畫製作：EMT Squared
- 製作：妹控委員會

### 主題曲
片頭曲「A or A!?」
作詞、作曲：宮崎，編曲：hisakuni，主唱：petit milady
片尾曲「LONELY ALICE」
作詞：中村彼方，作曲、編曲：山口朗彥，主唱：Pyxis

### 各話列表
| 話數 | 日文標題 | 中文標題               | 分鏡     | 演出     |
| ---- | -------- | ---------------------- | -------- | -------- |
| #01  |          | 妹控哥哥與雙胞胎姐妹   | 小林浩輔 | 小林浩輔 |
| #02  |          | 瑪可與可可挑戰料理！   | 小林浩輔 | 小林浩輔 |
| #03  |          | 姬咲的KisaKissa♡       | 小林浩輔 | 小林浩輔 |
| #04  |          | 餓肚子的流葉           | 小林浩輔 | 小林浩輔 |
| #05  |          | 大家一起溫泉旅行！？   | 小林浩輔 | 小林浩輔 |
| #06  |          | 大家一起來海邊了！     | 小林浩輔 | 小林浩輔 |
| #07  |          | 宿敵出現！？暗莉登場！ | 小林浩輔 | 小林浩輔 |
| #08  |          | 黑暗聖誕節三局對决！   | 小林浩輔 | 小林浩輔 |
| #09  |          | 心跳正月！？甜酒危機！ | 小林浩輔 | 小林浩輔 |
| #10  |          | 情人節巧克力對決！     | 小林浩輔 | 小林浩輔 |
| #11  |          | 璃星和藍璃的生日快樂   | 小林浩輔 | 小林浩輔 |
| #12  |          | 成立 kisakiss6         | 小林浩輔 | 小林浩輔 |

### 播放電視台
日本深夜動畫：下文記載的日本国内播放時間使用日本標準時間（UTC+9）表示。因為部分時間标识會採用30小时制，因此請留意这类超过24:00的时间，其實際播放時間為翌日清晨。
| 播放地區 | 播放電視台 | 播放日期              | 播放時間（UTC+9）         | 所屬聯播網 | 備註   |
| -------- | ---------- | --------------------- | ------------------------- | ---------- | ------ |
| 東京都   | TOKYO MX   | 2018年4月4日－6月20日 | 星期三 22時25分－22時30分 | 不適用     |        |
| 兵庫縣   | SUN電視台  | 2018年4月7日－6月23日 | 星期六 22時25分－22時30分 | 不適用     |        |
| 日本全國 | AT-X       | 2018年4月6日－6月22日 | 星期五 22時55分－23時00分 | 衛星電視   | 有重播 |

## 外部連結
- ALICE OR ALICE～妹控哥哥與雙胞胎妹妹～（页面存档备份，存于）於COMIC CUNE網站的內容（日語）
- ALICE OR ALICE～妹控哥哥與雙胞胎妹妹～（页面存档备份，存于）於ComicWalker網站的內容（日語）
- 電視動畫《ALICE OR ALICE》官方網站（页面存档备份，存于）（日語）
- ALICE OR ALICE的X（前Twitter）（日語）